# Sumony
Sumony là một thị trấn thuộc hạt Baranya, Hungary. Thị trấn này có diện tích 20,21 km², dân số năm 2010 là 433 người, mật độ 21 người/km².